# Liste d'écrivains islandais
Attention, les noms islandais se classent par ordre alphabétique du prénom, en absence de patronymes

A B C D E F G H
I J K L M N O P
Q R S T U V W X
Y Z Ø Naissance

## Liste alphabétique

### A
- Aðalsteinn Ásberg Sigurðsson (1955- )
- Andrés Indriðason (1941- )
- Andri Snær Magnason (1973- )
- Anna Dóra Antonsdóttir
- Anna Svanhildur Björnsdóttir (1948- )
- Ari Trausti Guðmundsson (1948- )
- Arnaldur Indriðason (1961- )
- Andri Snær Magnússon (1973- )
- Auður Ava Ólafsdóttir (1958- )
- Auður Jónsdóttir (1973- )

### Á
- Ágúst Borgþór Sverrisson (1962- )
- Ágústína Jónsdóttir (1949- )
- Álfrún Gunnlaugsdóttir (1938- )
- Árni Bergmann (1935- )
- Árni Ibsen (1948- )
- Árni Þórarinsson (1950- )
- Áslaug Jónsdóttir (1963- )
- Auður Jónsdóttir (1973-)

### B
- Baldur Óskarsson (1932- )
- Baldur Ragnarsson (1930- )
- Bergsveinn Birgisson (1971- )
- Birgir Sigurðsson (1937- )
- Birgitta Halldórsdóttir (1959- )
- Birgitta Jónsdóttir (1967- )
- Bjarni Bjarnason (1965- )
- Björn Th. Björnsson (1922-2007)
- Björn Þorláksson
- Böðvar Guðmundsson (1939- )
- Bragi Ólafsson (1962- )
- Brynhildur Þórarinsdóttir (1970- )

### D
- Didda (1964- )
- Dagur Hjartarson(1986-)

### E
- Einar Bragi (1921- )
- Einar Kárason (1955- )
- Einar Már Guðmundsson (1954- )
- Einar Örn Gunnarsson (1962- )
- Eiríkur Guðmundsson
- Eiríkur Örn Norðdahl (1978- )
- Elías Snæland Jónsson (1943- )
- Elísabet Kristín Jökulsdóttir (1958- )
- Eva Björg Ægisdóttir (1988- )
- Eysteinn Björnsson (1942- )
- Eyvindur P. Eiríksson (1935- )

### F
- Fríða Á. Sigurðardóttir (1940-2010)
- Friðrik Erlingsson (1962- )
- Frida Isberg (Fríða Jóhanna Ísberg) (1992- )

### G
- Geirlaugur Magnússon (1944-2005)
- Gerður Kristný (1970- )
- Guðbergur Bergsson (1932- )
- Guðjón Sveinsson (1937- )
- Guðmundur Andri Thorsson (1957- )
- Guðmundur Ólafsson
- Guðrún Eva Mínervudóttir (1976- )
- Guðrún Hannesdóttir (1944- )
- Guðrún Helgadóttir (1935- )
- Gunnar Gunnarsson (1889-1975)
- Gunnar Hersveinn (1960- )
- Gunnhildur Hrólfsdóttir (1947- )
- Gylfi Gröndal (1936-2006)
- Gyrðir Elíasson (1964- )

### H
- Halldór Laxness (1902-1998)
- Hallgrímur Helgason (1959- )
- Hallgrímur Pétursson (1614-1674)
- Hannes Pétursson (1931- )
- Haraldur Jónsson
- Helga Möller
- Helgi Guðmundsson
- Helgi Ingólfsson (1957- )
- Hermann Stefánsson (1968-)
- Hjörtur Pálsson

### I
- Iðunn Steinsdóttir (1940- )
- Ingibjörg Haraldsdóttir (1942-2016)
- Ingibjörg Sigurðardóttir (1953- )
- Ingunn Snædal

### Í
- Ísak Harðarson (1956- )

### J
- Jóhann Hjálmarsson (1939- )
- Jón Hjartarson (1942- )
- Jón Kalman Stefánsson (1963- )
- Jón Sveinsson (1857-1944)
- Jónas Hallgrímsson (1807-1845)
- Jónas Þorbjarnarson (1960-2012)
- Jónína Leósdóttir (1954- )

### K
- Kjartan Ragnarsson (1945- )
- Kristín Eiríksdóttir (1981-)
- Kristín Helga Gunnarsdóttir (1963- )
- Kristín Marja Baldursdóttir (1949- )
- Kristín Ómarsdóttir (1962- )
- Kristín Steinsdóttir (1946- )
- Kristján Karlsson (1922-2014)
- Kristján Kristjánsson

### L
- Linda Vilhjálmsdóttir (1958- )

### M
- Magnea frá Kleifum (1930- )
- Margrét Lóa Jónsdóttir (1967- )
- Margrét Örnólfsdóttir (1967- )
- Matthias Jochumsson (1835-1920)
- Matthias Jóhannessen (1930- )
- Megas (1945- )
- Mikael Torfason (1974- )

### N
- Njörður P. Njarðvík (1936- )

### O
- Oddur Björnsson (1932-2011)

### Ó
- Ólafur Gunnarsson (1948- )
- Ólafur Haukur Símonarson (1947- )
- Ólafur Jóhann Ólafsson (1962- )
- Óskar Árni Óskarsson (1950- )
- Óttar Martin Norðfjörð (1980- )

### P
- Páll Kristinn Pálsson (1956- )
- Pétur Gunnarsson (1947- )

### R
- Ragna Sigurðardóttir (1962- )
- Ragnheiður Gestsdóttir (1953- )
- Rúnar Helgi Vignisson (1959- )
- Ragnar Jónasson  (1976-)

### S
- Sigfús Bjartmarsson
- Sigríður Hagalín Björnsdóttir (1974- )
- Sigrún Eldjárn (1954- )
- Sigrún Pálsdóttir (1967-)
- Sigurbjörg Þrastardóttir (1973- )
- Sigurður A. Magnússon (1928-2017)
- Sigurður Pálsson (1948- )
- Sigurjón Magnússon (1955- )
- Sindri Freysson (1970- )
- Sjón (1962- )
- Snorri Sturluson (1179-1241)
- Sölvi Björn Sigurðsson (1978- )
- Stefán Hörður Grímsson (1919-2002)
- Stefán Máni (1970- )
- Steinar Bragi (1975- )
- Steinunn Sigurðardóttir (1950- )
- Svava Jakobsdóttir (1930-2004)

### T
- Thor Vilhjálmsson (1925-2011)

### Ú
- Úlfar Þormóðsson (1944- )

### V
- Vigdís Grímsdóttir (1953- )
- Viktor Arnar Ingólfsson (1955- )
- Vilborg Dagbjartsdóttir (1930- )
- Vilborg Davíðsdóttir (1965- )

### Y
- Yrsa Sigurðardóttir (1963- )

### Þ
- Þóra Jónsdóttir (1925- )
- Þórarinn Eldjárn (1949- )
- Þórarinn Leifsson (1966- )
- Þórbergur Þórðarson (1889-1974)
- Þórdís Björnsdóttir (1978- )
- Þórður Helgason (1947- )
- Þórey Friðbjörnsdóttir
- Þorgrímur Þráinsson (1959- )
- Þorsteinn frá Hamri (1938- )
- Þórunn Valdimarsdóttir (1954- )
- Þorvaldur Þorsteinsson (1960-2013)
- Þráinn Bertelsson (1944- )

### Æ
- Ævar Örn Jósepsson (1963- )

## Liste par date de naissance

### 1100
- Snorri Sturluson (1179-1241)

### 1600
- Hallgrímur Pétursson (1614-1674)

### 1800
- Jónas Hallgrímsson (1807-1845)
- Matthías Jochumsson (1835-1920)
- Jón Sveinsson (1857-1944)
- Gunnar Gunnarsson (1889-1975)
- Þórbergur Þórðarson (1889-1974)

### 1900
- Halldór Laxness (1902-1998)

### 1910
- Stefán Hörður Grímsson (1919-2002)

### 1920
- Einar Bragi (1921- )
- Björn Th. Björnsson (1922-2007)
- Kristján Karlsson (1922-2014)
- Thor Vilhjálmsson (1925-2011)
- Þóra Jónsdóttir (1925- )
- Sigurður A. Magnússon (1928-2017)

### 1930
- Baldur Ragnarsson (1930- )
- Magnea frá Kleifum (1930- )
- Matthías Jóhannessen (1930- )
- Svava Jakobsdóttir (1930-2004)
- Vilborg Dagbjartsdóttir (1930- )
- Hannes Pétursson (1931- )
- Baldur Óskarsson (1932- )
- Guðbergur Bergsson (1932- )
- Oddur Björnsson (1932-2011)
- Árni Bergmann (1935- )
- Eyvindur P. Eiríksson (1935- )

- Gylfi Gröndal (1936-2006)
- Njörður P. Njarðvík (1936- )
- Birgir Sigurðsson (1937- )
- Guðjón Sveinsson (1937- )
- Álfrún Gunnlaugsdóttir (1938- )
- Þorsteinn frá Hamri (1938- )
- Böðvar Guðmundsson (1939- )
- Jóhann Hjálmarsson (1939- )

### 1940
- Fríða Á. Sigurðardóttir (1940-2010)
- Iðunn Steinsdóttir (1940- )
- Andrés Indriðason (1941- )
- Eysteinn Björnsson (1942- )
- Ingibjörg Haraldsdóttir (1942-2016)
- Jón Hjartarson (1942- )
- Elías Snæland Jónsson (1943- )
- Geirlaugur Magnússon (1944-2005)
- Guðrún Hannesdóttir (1944- )
- Úlfar Þormóðsson (1944- )
- Þráinn Bertelsson (1944- )
- Kjartan Ragnarsson (1945- )
- Megas (1945- )
- Kristín Steinsdóttir (1946- )
- Gunnhildur Hrólfsdóttir (1947- )
- Ólafur Haukur Símonarson (1947- )
- Pétur Gunnarsson (1947- )
- Þórður Helgason (1947- )
- Anna Svanhildur Björnsdóttir (1948- )
- Ari Trausti Guðmundsson (1948- )
- Árni Ibsen (1948- )
- Ólafur Gunnarsson (1948- )
- Sigurður Pálsson (1948- )
- Ágústína Jónsdóttir (1949- )
- Kristín Marja Baldursdóttir (1949- )
- Þórarinn Eldjárn (1949- )

### 1950
- Árni Þórarinsson (1950- )
- Óskar Árni Óskarsson (1950- )
- Steinunn Sigurðardóttir (1950- )
- Ingibjörg Sigurðardóttir (1953- )
- Ragnheiður Gestsdóttir (1953- )
- Vigdís Grímsdóttir (1953- )
- Einar Már Guðmundsson (1954- )
- Jónína Leósdóttir (1954- )
- Sigrún Eldjárn (1954- )
- Þórunn Valdimarsdóttir (1954- )
- Aðalsteinn Ásberg Sigurðsson (1955- )
- Einar Kárason (1955- )
- Sigurjón Magnússon (1955- )
- Viktor Arnar Ingólfsson (1955- )
- Ísak Harðarson (1956- )

- Guðmundur Andri Thorsson (1957- )
- Helgi Ingólfsson (1957- )
- Auður Ava Ólafsdóttir (1958- )
- Elísabet Kristín Jökulsdóttir (1958- )
- Linda Vilhjálmsdóttir (1958- )
- Birgitta Halldórsdóttir (1959- )
- Hallgrímur Helgason (1959- )
- Rúnar Helgi Vignisson (1959- )
- Þorgrímur Þráinsson (1959- )

### 1960
- Gunnar Hersveinn (1960- )
- Jónas Þorbjarnarson (1960-2012)
- Þorvaldur Þorsteinsson (1960-2013)
- Arnaldur Indriðason (1961- )
- Ágúst Borgþór Sverrisson (1962- )
- Bragi Ólafsson (1962- )
- Einar Örn Gunnarsson (1962- )
- Friðrik Erlingsson (1962- )
- Kristín Ómarsdóttir (1962- )
- Ragna Sigurðardóttir (1962- )
- Sjón (1962- )
- Áslaug Jónsdóttir (1963- )
- Jón Kalman Stefánsson (1963- )
- Kristín Helga Gunnarsdóttir (1963- )
- Yrsa Sigurðardóttir (1963- )
- Ævar Örn Jósepsson (1963- )
- Didda (1964- )
- Gyrðir Elíasson (1964- )
- Bjarni Bjarnason (1965- )
- Vilborg Davíðsdóttir (1965- )
- Þórarinn Leifsson (1966- )
- Birgitta Jónsdóttir (1967- )
- Margrét Lóa Jónsdóttir (1967- )
- Margrét Örnólfsdóttir (1967- )
- Hermann Stefánsson (1968-)

### 1970
- Brynhildur Þórarinsdóttir (1970- )
- Gerður Kristný (1970- )
- Sindri Freysson (1970- )
- Stefán Máni (1970- )
- Bergsveinn Birgisson (1971- )
- Andri Snær Magnason (1973- )
- Andri Snær Magnússon (1973- )
- Auður Jónsdóttir (1973- )
- Auður Jónsdóttir (1973-)
- Sigurbjörg Þrastardóttir (1973- )
- Mikael Torfason (1974- )
- Steinar Bragi (1975- )
- Guðrún Eva Mínervudóttir (1976- )
- Ragnar Jónasson  (1976-)
- Eiríkur Örn Norðdahl (1978- )
- Sölvi Björn Sigurðsson (1978- )
- Þórdís Björnsdóttir (1978- )

### 1980
- Óttar Martin Norðfjörð (1980- )
- Dagur Hjartarson(1986-)

## sans date
- Anna Dóra Antonsdóttir
- Björn Þorláksson
- Eiríkur Guðmundsson
- Guðmundur Ólafsson
- Haraldur Jónsson
- Helga Möller
- Helgi Guðmundsson
- Hjörtur Pálsson
- Ingunn Snædal
- Kristján Kristjánsson
- Sigfús Bjartmarsson
- Þórey Friðbjörnsdóttir